# Giuseppe Pugliese (politico)
Giuseppe Pugliese (Crotone, 3 luglio 1947 – Crotone, 16 settembre 2020) è stato un politico italiano.

## Biografia
Nato a Crotone nel 1947, è stato eletto consigliere comunale a Crotone nelle file del PCI nel 1988. Dopo la svolta della Bolognina aderisce al Partito della Rifondazione Comunista, con cui viene rieletto consigliere nel 1992. 
È stato eletto senatore per Rifondazione nella XII Legislatura alle elezioni politiche del 1994, restando in carica fino al 1996.
È morto all'età di 73 anni nel settembre 2020.
La nipote di Pugliese, Micaela Croci, ha partecipato a Miss Italia nel 2001.